# کنستانتین سمیرنوف
کنستانتین سمیرنوف (روسی: Константин Николаевич Смирнов؛ ۱۹ مهٔ ۱۸۵۴ – ۹ نوامبر ۱۹۳۰) فرد نظامی اهل امپراتوری روسیه بود.